# Krzaczasta karłowatość maliny
Krzaczasta karłowatość maliny (ang. crumbly fruit of raspberry, symptomless decline of raspberry) – wirusowa choroba malin wywołana przez wirusa krzaczastej karłowatości maliny (Raspberry bushy dwarf virus, RBDV).

## Występowanie i szkodliwość
Choroba znana jest w Ameryce Północnej i Południowej, Afryce Południowej, Australii i Europie. Atakuje nie tylko maliny uprawiane, ale także większość gatunków dziko rosnących malin. Z przeprowadzonych w Polsce badań wynika, że ogniska tej choroby w Polsce występują w ogrodach przydomowych, na plantacjach, oraz na dziko rosnących malinach w lasach, na nieużytkach i obrzeżach zbiorników wodnych.
Porażone rośliny dają mniejszy plon i zazwyczaj bardzo złej jakości. Owoce dojrzewają nierównomiernie, są zniekształcone i podczas zbierania często rozsypują się. Według Instytutu Ogrodnictwa w Skierniewicach choroba ma duży stopień szkodliwości – drugi w trzystopniowej skali. W przypadku niektórych, wrażliwych na tę chorobę odmian plon owoców może być mniejszy nawet o 70%.

## Objawy
Charakterystycznymi objawami choroby są karłowacenie krzewów i ich krzaczastość spowodowana wyrastaniem z pąków śpiących cienkich i słabych pędów. Owoce dojrzewają nierównomiernie i rozpadają się. Przy silnym porażeniu następuje osłabienie, lub nawet zahamowanie wzrostu i. U niektórych odmian następuje chloroza liści.

## Ochrona
Wirus wywołujący chorobę roznoszony jest wraz z pyłkiem przez owady dokonujące zapylenia malin. Powoduje to, że zwalczanie choroby jest niemożliwe. Nie można bowiem wyeliminować zapylenia. Można jedynie ograniczać rozwój choroby przez działania zapobiegawcze:
- produkcję sadzonek wyłącznie ze zdrowych roślin,
- zachowanie dużej odległości plantacji od miejsc, w których występuje ta choroba,
- lustracja plantacji i bezwzględne usuwanie roślin z najmniejszymi nawet objawami porażenia przez choroby wirusowe[2].

Wszystkie te działania tylko ograniczają rozwój choroby, nie dopuszczając do epidemii, nie są jednak w stanie całkowicie chorobę wyeliminować. W przypadku podejrzenia tej choroby pobiera się próbki podejrzanych roślin i w laboratorium wykonuje się na nich testy biologiczne, serologiczne (test ELISA) i inne metodami biologii molekularnej.
Istnieją odmiany odporne na wirusa RBDV, lub przynajmniej tolerancyjne. Są to ‘Haida’, ‘Haritage’, ‘Latham’, ‘Newburg’, ‘Chilcotin’, ‘Cowichan’, ‘Coho’, ‘Valentina’, ‘Cascade Dawn’. Odmiany te nie mają dużego znaczenia w uprawie, mogą jednak być przydatne przy wyhodowaniu nowych, odpornych odmian.